# Виллигиз
Виллигиз (лат. Willigisus; ок. 940, Шёнинген — 23 февраля 1011, Майнц) — архиепископ Майнцский (975—1011), глава германской церкви, регент Священной Римской империи, видный государственный и церковный деятель.

## Биография
Происходил из крестьянской семьи, жившей на восточной границе Гарца. Учителем святого Виллигиза был Волкольд, воспитатель и советник принца Оттона (будущего Оттона II) при дворе императора Оттона I. Выдающие способности Виллигиза позволили ему сделать быструю карьеру при дворе, в 969 году Виллигиз занял должность своего учителя, а уже через два года он стал канцлером Германии. В 975 году, после смерти Рупрехта, он был посвящён в архиепископы Майнца и одновременно назначен эрцканцлером империи. Папа римский Бенедикт VII вручил Виллигизу паллий и сделал его своим викарием в Германии, а также подтвердил все привилегии, ранее данные папами архиепископам Майнца.
В 973 году умер Оттон I. Всё время правления Оттона II (973—983) Виллигиз был одним из его наиболее доверенных лиц, в 983 году он сопровождал юного сына Оттона II, будущего Оттона III в Ахен для коронации. После смерти императора был регентом империи совместно со вдовой и матерью умершего. Благодаря дипломатическим способностям Виллигиза трон был сохранён для Оттона III. При правлении Оттона III (983—1002) Виллигиз сохранял свой пост и влияние. В 996 году он совершил путешествие в Рим, участвовал в посвящении папы римского Григория V, ставшего первым немецким папой в истории. В последние годы правления Оттона III потерял благосклонность императора, ибо Виллигиз выступал против планов возрождения Великой Римской империи. Диспут относительно юрисдикции монастыря Гандерсгейм между Бернвардом Хильдесхаймским и Виллигизом, разбиравшийся в 1001 году папским легатом Фредериком Саксонским, привёл к ссоре архиепископа с императором.
После смерти императора Оттона III Виллигиз оказал решительную поддержку Генриху II в борьбе за императорский трон. 7 июня 1002 года архиепископ Виллигиз в соборе Майнца совершил коронацию Генриха II. Новый король Генрих II вернул ему полное доверие, утерянное в поздние годы правления Оттона III.
Виллигиз удачно сочетал политическую деятельность с церковной. Он занимал пост канцлера на протяжении правления четырёх императоров, ему принадлежит большая заслуга в легитимизации передачи императорской власти. Как канцлер он много и усердно работал над защитой восточных рубежей империи от набегов славян, а также для культурного и экономического развития Майнцского региона. Несмотря на тёмные времена, которые переживало папство, Виллигиз всегда был твёрдым сторонником тесных отношений с Римом.
В области церковной жизни майнцский архиепископ главной задачей видел укрепление церковных структур на германских землях и миссионерство. Он председательствовал на Франкфуртском синоде, который утвердил в 1007 году основание Бамбергского епископства, занимался вопросами улучшения религиозного образования, поддерживал монашескую реформу. Большую роль Виллигиз сыграл в возвращении из Рима в Прагу выдающегося христианского деятеля Адальберта Пражского. Объектом христианской миссии, проводимой под руководством Виллигиза, были скандинавские страны.
Главным разочарованием жизни Виллигиза стал Майнцский собор. Великолепный храм, строившийся почти всю жизнь архиепископа, полностью сгорел в 1009 году через несколько дней после освящения. Через два года после этого печального события Виллигиз скончался. Преемником умершего архиепископа король назвал аббата Фульды Эрканбальда.
Память в Католической церкви — 23 февраля.